# Game of Familia
Game of Familia (ゲーム オブ ファミリア-家族戦記-?, Gēmu Obu Famiria -Kazoku senki-) è un manga scritto da Mikoto Yamaguchi e disegnato da D.P. Viene serializzato sulla rivista Monthly Dragon Age di Fujimi Shobō dal 9 maggio 2018.

## Trama
La storia segue le vicende di Sasae Hatsushima, un liceale evocato in un mondo dark fantasy insieme alla sua matrigna Kanae e alle due sorellastre Manako e Hinana. In questo nuovo mondo, gli umani sono considerati salvatori, gli unici in grado di fermare un'orda di non-morti che minaccia tutte le forma di vita, anche se spesso questa è solo una convenienza politica in una società denominata dai demi-umani. Per ottenere i poteri divini necessari alla loro missione, i quattro devono pagare un prezzo elevato, cedendo parte del proprio corpo tramite un contratto con gli spiriti: maggiore è il sacrificio, più grande è la potenza magica ottenuta, il che porta a dilemmi e scelte difficili. Nel gruppo, ciascuno assume un ruolo specifico: Manako la campionessa di karate diventa la guardiana con il potere della terra, Hinana la ragazza prodigio incarna la guaritrice con il potere dell'acqua, mentre Kanae la matrigna può assumere il ruolo di maga nera con il potere del fuoco; Sasae, apparentemente ordinario, può essere il maestro della spada, l'unico che può uccidere i mostri. Solo insieme possono affrontare le sfide di un ambiente brutale e pericoloso, dove la magia è controllata da regole ferree e il mondo è ricco di intrighi e conflitti tra diverse razze e regni, come il regno di Daba dove la magia è inibita. Mentre la sua famiglia è composta da individui straordinari, Sasae, percepito come il più debole, elabora piani rischiosi e audaci per proteggere i suoi cari e affrontare le minacce del nuovo mondo.

## Media

### Manga
Il manga, scritto da Mikoto Yamaguchi e disegnato da D.P, viene serializzato sulla rivista Monthly Dragon Age di Fujimi Shobō il 9 maggio 2018. I capitoli vengono raccolti in volumi tankōbon a partire dal 9 ottobre 2018. Al 7 febbraio 2025 sono stati pubblicati 14 volumi.
In Italia la serie viene pubblicata da Edizioni BD sotto l'etichetta J-Pop a partire dal 5 maggio 2021. La serie viene distribuita anche negli Stati Uniti da Yen Press e in Francia da Meian.

#### Volumi
| 1  | 9 ottobre 2018           | ISBN 978-4-04-072912-1 | 5 maggio 2021     | ISBN 978-88-349-0480-0 |
| 1  | Capitoli - Episode:01-04 |                        |                   |                        |
| 2  | 9 aprile 2019            | ISBN 978-4-04-073135-3 | 7 luglio 2021     | ISBN 978-88-349-0681-1 |
| 2  | Capitoli - Episode:05-09 |                        |                   |                        |
| 3  | 9 ottobre 2019           | ISBN 978-4-04-073358-6 | 1º settembre 2021 | ISBN 978-88-349-0748-1 |
| 3  | Capitoli - Episode:10-14 |                        |                   |                        |
| 4  | 9 marzo 2020             | ISBN 978-4-04-073500-9 | 10 novembre 2021  | ISBN 978-88-349-0807-5 |
| 4  | Capitoli - Episode:15-19 |                        |                   |                        |
| 5  | 7 agosto 2020            | ISBN 978-4-04-073767-6 | 19 gennaio 2022   | ISBN 978-88-349-0880-8 |
| 5  | Capitoli - Episode:20-24 |                        |                   |                        |
| 6  | 9 febbraio 2021          | ISBN 978-4-04-073980-9 | 21 aprile 2022    | ISBN 978-88-349-0971-3 |
| 6  | Capitoli - Episode:25-29 |                        |                   |                        |
| 7  | 6 agosto 2021            | ISBN 978-4-04-074206-9 | 13 luglio 2022    | ISBN 978-88-349-1067-2 |
| 7  | Capitoli - Episode:30-34 |                        |                   |                        |
| 8  | 9 marzo 2022             | ISBN 978-4-04-074455-1 | 12 ottobre 2022   | ISBN 978-88-349-1166-2 |
| 8  | Capitoli - Episode:35-39 |                        |                   |                        |
| 9  | 9 agosto 2022            | ISBN 978-4-04-074674-6 | 12 luglio 2023    | ISBN 978-88-349-2169-2 |
| 9  | Capitoli - Episode:40-44 |                        |                   |                        |
| 10 | 9 febbraio 2023          | ISBN 978-4-04-074866-5 | 20 dicembre 2023  | ISBN 978-88-349-1346-8 |
| 10 | Capitoli - Episode:45-49 |                        |                   |                        |
| 11 | 8 settembre 2023         | ISBN 978-4-04-075126-9 | 15 gennaio 2025   | ISBN 978-88-349-3275-9 |
| 11 | Capitoli - Episode:50-54 |                        |                   |                        |
| 12 | 9 febbraio 2024          | ISBN 978-4-04-075315-7 | 28 maggio 2025    | ISBN 978-88-349-3354-1 |
| 12 | Capitoli - Episode:55-59 |                        |                   |                        |
| 13 | 8 agosto 2024            | ISBN 978-4-04-075553-3 | settembre 2025    | ISBN 978-88-349-3646-7 |
| 13 | Capitoli - Episode:60-64 |                        |                   |                        |
| 14 | 7 febbraio 2025          | ISBN 978-4-04-075553-3 | —                 | —                      |
| 14 | Capitoli - Episode:65-69 |                        |                   |                        |

### Altro
Per commemorare l'uscita del quarto volume della serie, nel marzo 2020 sono stati pubblicati tre spot pubblicitari con la cosplayer Iori Moe.

## Accoglienza
Nel febbraio 2025, la serie aveva superato 1,2 milioni di copie in circolazione.